# Lonchophylla orcesi
Lonchophylla orcesi és una espècie de ratpenat de la família dels fil·lostòmids. És endèmic de l'Equador. Fou anomenat en honor del zoòleg equatorià Gustavo Orces.

## Descripció

### Dimensions
És un ratpenat de petites dimensions, amb una llargada del cap i del cos de 61 mm, la llargada de l'avantbraç de 47 mm, la llargada de la cua d'11 mm, la llargada dels peus de 14,8 mm, la llargada de les orelles de 17 mm i un pes de fins a 22 g.

### Aspecte
El pelatge és de mitjana llargada i tou i s'estén dorsalment per la primera meitat de l'avantbraç. Les parts dorsals són marrons clares, més fosques al cap i amb la base dels pèls blanquinosa, mentre que les parts ventrals són marró-grisenques amb la base dels pèls grisa. El musell és llarg, amb el llavi inferior travessat per un profund solc longitudinal envoltat per dos coixinets carnosos que s'estén molt més enllà del superior. La fulla nasal és lanceolada, ben desenvolupada i amb la porció anterior soldada al llavi superior. Les orelles són curtes i triangulars, amb l'extremitat arrodonida i ben separades entre si. Les ales són acoblades posteriorment, sobre els turmells. La cua és curta i sobresurt amb l'extremitat de la superfície dorsal de l'uropatagi. El calcani és més curt que el peu.

## Biologia

### Alimentació
S'alimenta de nèctar i algun insecte.

## Distribució i hàbitat
Aquesta espècie és coneguda només en una localitat de la província d'Esmeraldas a l'Equador septentrional.
Viu a les selves pluvials subtropicals a aproximadament 1.200 metres d'altitud.

## Estat de conservació
La Llista Vermella de la UICN, tenint en compte que es tracta d'una espècie descoberta recentment i encara hi ha poca informació sobre la seva distribució, l'estat de la població, les amenaces i els requisits ecològics, classifica L. orcesi com a espècie amb dades insuficients (DD).